# РКГ (Гемстеде)
Спортивний клуб «Гемстеде» (нід. Racing Club Heemstede) — нідерландський футбольний клуб з Гемстеде, заснований у 1911 році. Виступає в Аматорській лізі. Домашні матчі приймає на стадіоні «Спортпарк Гемстеде».

## Досягнення
- Вища ліга Нідерландів
  - Чемпіон: 1922–23, 1952–53
- Кубок Нідерландів
  - Володар: 1918, 1928.